# Замежная (сельское поселение)
Замежная — административно-территориальная единица (административная территория село с подчинённой ему территорией) и муниципальное образование (сельское поселение с полным официальным наименованием муниципальное образование сельского поселения «Замежная») в составе муниципального района Усть-Цилемского в Республике Коми Российской Федерации.
Административный центр — село Замежная.

## История
Статус и границы административной территории установлены Законом Республики Коми от 6 марта 2006 года № 13-РЗ «Об административно-территориальном устройстве Республики Коми».
Статус и границы сельского поселения установлены Законом Республики Коми от 5 марта 2005 года № 11-РЗ «О территориальной организации местного самоуправления в Республике Коми».

## Население
| 2010  | 2011  | 2012  | 2013  | 2014  | 2015  | 2016  |
| ----- | ----- | ----- | ----- | ----- | ----- | ----- |
| 1582  | ↘1567 | ↘1521 | ↘1481 | ↘1438 | ↘1411 | ↘1364 |
| 2017  | 2018  | 2019  | 2020  | 2021  |       |       |
| ↘1344 | ↘1330 | ↘1315 | ↘1288 | ↘1285 |       |       |

## Состав
Состав административной территории и сельского поселения:
| № | Населённый пункт | Тип населённого пункта       | Население |
| - | ---------------- | ---------------------------- | --------- |
| 1 | Боровская        | деревня                      | 77        |
| 2 | Верховская       | деревня                      | 0         |
| 3 | Загривочная      | деревня                      | 280       |
| 4 | Замежная         | село, административный центр | 674       |
| 5 | Лёвкинская       | деревня                      | 13        |
| 6 | Скитская         | деревня                      | 152       |
| 7 | Степановская     | деревня                      | 307       |
| 8 | Черногорская     | деревня                      | 79        |